# Автошлях E60
Автошлях E60 — європейський маршрут, що починається на заході Франції в місті Брест (на атлантичному узбережжі) і йде на схід до кордону Киргизстану з Китаєм, до міста Іркештам.

## Маршрут
- Франція
  -  Брест, Лорьян, Ванн
  -  Нант
  -  Анже
  -  Тур
  -  Тур, Орлеан
  -  Орлеан
  -  Монтаржі, Осер, Бон
  -  Бон, Доль, Безансон, Бельфор, Мюлуз
  -  Мюлуз
- Швейцарія
  -  Базель, Цюрих
  -  Цюрих, Вінтертур, Санкт-Галлен, Санкт-Маргретен
- Австрія
  -  Брегенц, Лаутерах, Фельдкірх
  -  Ландек
  -  Тельфс, Інсбрук, Вьоргль
- Німеччина
  -  Розенгайм
  -  Бад-Райхенгалль / Підінг
- Австрія
  -  Зальцбург, Заттледт, Лінц, Санкт-Пельтен
  -  Відень
  -  Ніккельсдорф
- Угорщина
  -  Мошонмадьяровар, Будапешт
  -  Сольнок, Пюшпекладань
- Румунія
  -  Орадя, Клуж-Напока, Турда
  -  Турда, Тиргу-Муреш
  -  Тиргу-Муреш, Сигішоара, Брашов
  -  Брашов, Плоєшті, Бухарест
  -  Бухарест, Урзічені
  -  Урзічені, Слобозія, Хиршова, Констанца

 Чорне море
- Грузія
  - ს  2 Поті, Сенакі
  - ს  1 Сенакі, Самтредіа, Кутаїсі, Хашурі, Горі, Тбілісі
  - ს  4 Тбілісі, Руставі
- Азербайджан
  -  M2  Казах, Гянджа, Євлах, Карасу , Алят, Баку

 Каспійське море
- Туркменістан
  - Шаблон:Табличка-tm Туркменбаши, Кизил-Арват, Ашхабад, Теджен, Мари, Чарджоу
- Узбекистан
  - Шаблон:Табличка-uz Каракуль, Бухара
  - Шаблон:Табличка-uz Бухара, Карші
  - Шаблон:Табличка-uz Карші, Гузар
  - Шаблон:Табличка-uz Гузар, Шерабад, Термез
  - Шаблон:Табличка-uz
- Таджикистан
  - Шаблон:Табличка-tj Душанбе, Джиргаталь
  - Шаблон:Табличка-tj
- Киргизстан
  - Шаблон:Табличка-kg Сарі-Таш
  - Шаблон:Табличка-kg Іркештам

## Див. Також
- Список європейських автомобільних маршрутів